# غيفن ماسي
غيفن ماسي (بالإنجليزية: Gavin Massey) (4 أكتوبر 1992 بواتفورد في المملكة المتحدة - ) هو لاعب كرة قدم بريطاني في مركز جناح ‏. لعب مع كولتشستر يونايتد ونادي واتفورد ويوفل تاون ونادي ويلدستون لكرة القدم.

## روابط خارجية
- غيفن ماسي على موقع قاعدة بيانات كرة القدم.إي يو (الإنجليزية)
- غيفن ماسي على موقع Soccerbase.com (لاعب) (الإنجليزية)
- غيفن ماسي على موقع Soccerway.com (الإنجليزية)
- غيفن ماسي على موقع عالم كرة القدم.نت (الإنجليزية)